# Metula
Metula is een geslacht van weekdieren uit de klasse van de Gastropoda (slakken).

## Soorten
- Metula aegrota (Reeve, 1845)
- Metula africana Bouchet, 1988
- Metula amosi Vanatta, 1913
- Metula andamanica Smith, 1906
- Metula angioyorum Parth, 1992
- Metula bozzettii Parth, 1990
- Metula crosnieri Bouchet, 1988
- Metula cumingi A. Adams, 1853
- Metula daphnelloides Melvill & Standen, 1903
- Metula ellena Olsson & Bayer, 1972
- Metula elongata Dall, 1907
- Metula etelvinae Bozzetti, 2001
- Metula frausseni Bozzetti, 1995
- Metula gigliottii Coltro, 2005
- Metula ibbotsoni Ladd, 1977 †
- Metula inflata (Houbrick, 1984)
- Metula kilburni Parth, 1994
- Metula lintea Guppy, 1882
- Metula metula (Hinds, 1844)
- Metula metulina (Kuroda & Habe in Kuroda, Habe & Oyama, 1971)
- Metula minor Olsson & Bayer, 1972
- Metula mitraeformis (Brocchi, 1814) †
- Metula olssoni Woodring, 1928
- Metula optima Olsson & Bayer, 1972
- Metula parthi Bondarev, 1997
- Metula reticularis Traub, 1938
- Metula santoensis Ladd, 1976 †
- Metula sulcata S.-Q. Zhang, J.-L. Zhang & S.-P. Zhang
- Metula thachi Fraussen & Huang, 2011
- Metula tumida Ma & Zhang, 2000